# Anchusa calcarea
Anchusa calcarea är en strävbladig växtart. Anchusa calcarea ingår i släktet oxtungor, och familjen strävbladiga växter.

## Underarter
Arten delas in i följande underarter:
- A. c. calcarea
- A. c. losadae

## Bildgalleri

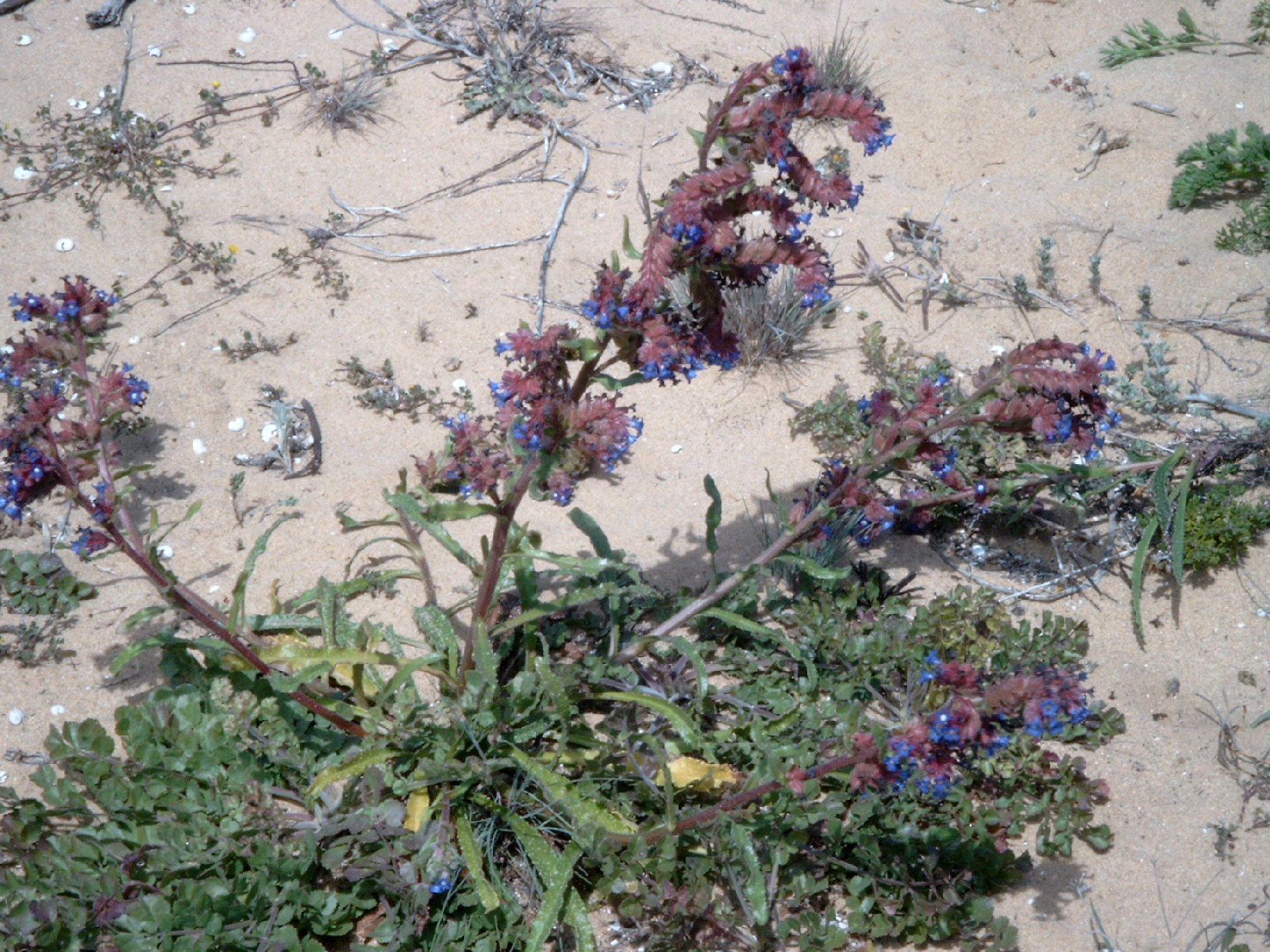
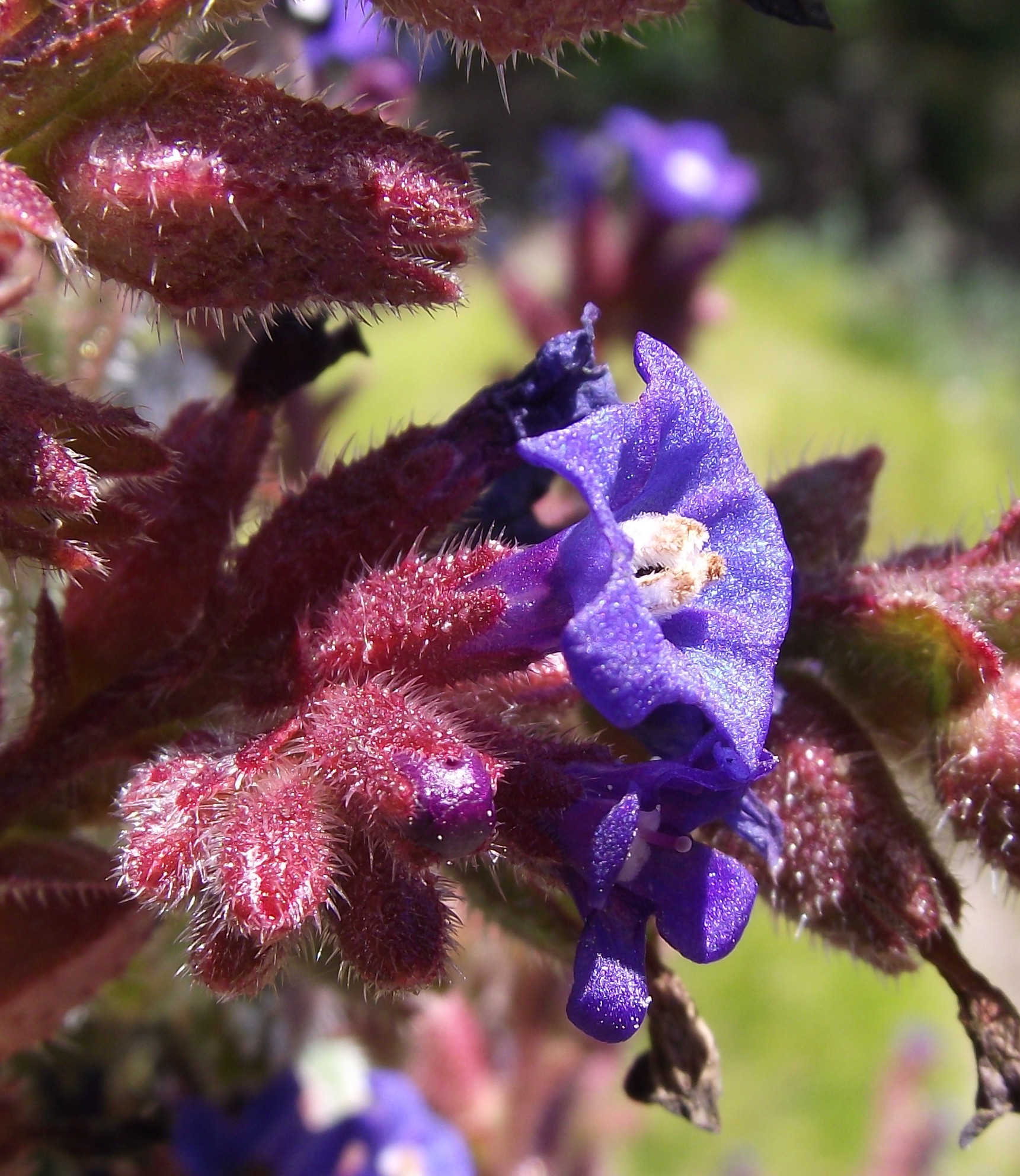